# Liga Brasileira de Futebol Americano de 2011
A Liga Brasileira de Futebol Americano de 2011 foi a segunda e última edição da competição nacional de futebol americano organizada pela liga homônima. No ano seguinte, a LNFA foi dissolvida para que o esporte no país fosse regido exclusivamente pela Associação de Futebol Americano do Brasil (AFAB), atual Confederação Brasileira de Futebol Americano (CBFA).
A final da competição vencida pelo Fluminense Imperadores contra o Coritiba Crocodiles no Estádio Couto Pereira foi o primeiro com grande público no futebol americano no país com aproximadamente 6,5 mil pessoas.

## Participantes

### Conferência Norte
- Fluminense Imperadores
- Cuiabá Arsenal
- São Paulo Storm
- Minas Locomotiva
- São Paulo Spartans

### Conferência Sul
- Coritiba Crocodiles
- São José Istepôs
- Joinville Gladiators
- Curitiba Brown Spiders
- Foz do Iguaçu Black Sharks
- Porto Alegre Pumpkins
- Santa Cruz do Sul Chacais

## Temporada Regular

### Classificação
Classificados para os playoffs estão marcados em verde.
| 1 | Fluminense Imperadores | 6 | 0 | 219 | 16  |
| 2 | Cuiabá Arsenal         | 5 | 1 | 202 | 64  |
| 3 | São Paulo Storm        | 3 | 3 | 87  | 70  |
| 4 | Minas Locomotiva       | 2 | 4 | 47  | 135 |
| 5 | São Paulo Spartans     | 0 | 6 | 34  | 198 |

| 1 | Coritiba Crocodiles        | 6 | 0 | 185 | 42  |
| 2 | São José Istepôs           | 5 | 1 | 109 | 53  |
| 3 | Joinville Gladiators       | 3 | 3 | 159 | 125 |
| 4 | Curitiba Brown Spiders     | 2 | 4 | 58  | 130 |
| 5 | Foz do Iguaçu Black Sharks | 2 | 4 | 80  | 136 |
| 6 | Porto Alegre Pumpkins      | 1 | 5 | 51  | 150 |
| 7 | Santa Cruz do Sul Chacais  | 1 | 5 | 38  | 160 |

### Resultados
| Semana 1   |                            |    |    |                            |                      |
| 16/07/2011 | São Paulo Storm            | 09 | 10 | Cuiabá Arsenal             | Cuiabá/MT            |
| Semana 2   |                            |    |    |                            |                      |
| 23/07/2011 | Santa Cruz do Sul Chacais  | 06 | 32 | Foz do Iguaçu Black Sharks | Foz do Iguaçu/PR     |
| Semana 3   |                            |    |    |                            |                      |
| 30/07/2011 | Fluminense Imperadores     | 40 | 00 | Minas Locomotiva           | Santa Luzia/MG       |
| 30/10/2011 | Joinville Gladiators       | 14 | 16 | Curitiba Brown Spiders     | Curitiba/PR          |
| 31/07/2011 | Porto Alegre Pumpkins      | 02 | 19 | Coritiba Crocodiles        | Curitiba/PR          |
| Semana 4   |                            |    |    |                            |                      |
| 06/08/2011 | Cuiabá Arsenal             | 41 | 14 | São Paulo Spartans         | Jaú/SP               |
| Semana 5   |                            |    |    |                            |                      |
| 13/08/2011 | Joinville Gladiators       | 53 | 18 | Porto Alegre Pumpkins      | São Leopoldo/RS      |
| 14/08/2011 | Curitiba Brown Spiders     | 06 | 36 | Coritiba Crocodiles        | Curitiba/PR          |
| 14/08/2011 | São José Istepôs           | 13 | 07 | Santa Cruz do Sul Chacais  | Santa Cruz do Sul/RS |
| Semana 6   |                            |    |    |                            |                      |
| 20/08/2011 | São Paulo Storm            | 10 | 17 | Fluminense Imperadores     | Arraial do Cabo/RJ   |
| 20/08/2011 | São Paulo Spartans         | 08 | 11 | Minas Locomotiva           | Santa Luzia/MG       |
| Semana 7   |                            |    |    |                            |                      |
| 27/08/2011 | São José Istepôs           | 10 | 07 | Curitiba Brown Spiders     | Curitiba/PR          |
| 27/08/2011 | Santa Cruz do Sul Chacais  | 19 | 18 | Porto Alegre Pumpkins      | São Leopoldo/RS      |
| 28/08/2011 | Foz do Iguaçu Black Sharks | 00 | 29 | Coritiba Crocodiles        | Curitiba/PR          |
| Semana 8   |                            |    |    |                            |                      |
| 03/09/2011 | Cuiabá Arsenal             | 22 | 25 | Joinville Gladiators       | Joinville/SC         |
| 04/09/2011 | Minas Locomotiva           | 07 | 22 | São Paulo Storm            | São Paulo/SP         |
| 04/09/2011 | Fluminense Imperadores     | 48 | 00 | São Paulo Spartans         | São Paulo/SP         |
| Semana 9   |                            |    |    |                            |                      |
| 17/09/2011 | Santa Cruz do Sul Chacais  | 00 | 40 | São José Istepôs           | Tijucas/SC           |
| 10/09/2011 | Porto Alegre Pumpkins      | 00 | 34 | Foz do Iguaçu Black Sharks | Foz do Iguaçu/PR     |
| Semana 10  |                            |    |    |                            |                      |
| 17/09/2011 | Curitiba Brown Spiders     | 00 | 54 | Fluminense Imperadores     | Arraial do Cabo/RJ   |
| 17/09/2011 | São Paulo Storm            | 19 | 16 | Minas Locomotiva           | Belo Horizonte/MG    |
| 18/09/2011 | Coritiba Crocodiles        | 41 | 21 | Joinville Gladiators       | Joinville/SC         |
| 17/09/2011 | São Paulo Spartans         | 06 | 64 | Cuiabá Arsenal             | Cuiabá/MT            |
| Semana 11  |                            |    |    |                            |                      |
| 24/09/2011 | Foz do Iguaçu Black Sharks | 00 | 19 | São José Istepôs           | Tijucas/SC           |
| Semana 12  |                            |    |    |                            |                      |
| 01/10/2011 | Minas Locomotiva           | 06 | 46 | Fluminense Imperadores     | Arraial do Cabo/RJ   |
| 01/10/2011 | Cuiabá Arsenal             | 16 | 10 | Curitiba Brown Spiders     | Curitiba/PR          |
| 02/10/2011 | São Paulo Spartans         | 06 | 27 | São Paulo Storm            | São Paulo/SP         |
| Semana 13  |                            |    |    |                            |                      |
| 08/10/2011 | Joinville Gladiators       | 33 | 14 | Foz do Iguaçu Black Sharks | Foz do Iguaçu/PR     |
| 08/10/2011 | Coritiba Crocodiles        | 26 | 13 | São José Istepôs           | São José/SC          |
| 08/10/2011 | Porto Alegre Pumpkins      | 23 | 06 | Santa Cruz do Sul Chacais  | Santa Cruz do Sul/RS |
| Semana 14  |                            |    |    |                            |                      |
| 16/10/2011 | Fluminense Imperadores     | 14 | 00 | São Paulo Storm            | São Paulo/SP         |
| 16/10/2011 | Minas Locomotiva           | 07 | 00 | São Paulo Spartans         | São Paulo/SP         |
| Semana 15  |                            |    |    |                            |                      |
| 22/10/2011 | Curitiba Brown Spiders     | 19 | 00 | Porto Alegre Pumpkins      | Porto Alegre/RS      |
| 22/10/2011 | Foz do Iguaçu Black Sharks | 00 | 49 | Cuiabá Arsenal             | Cuiabá/MT            |
| 22/10/2011 | São José Istepôs           | 14 | 13 | Joinville Gladiators       | Joinville/SC         |
| 22/10/2011 | Coritiba Crocodiles        | 34 | 00 | Santa Cruz do Sul Chacais  | Santa Cruz do Sul/SC |

### Campeões de Divisões
Fluminense Imperadores     -   Campeão da Divisão Norte

 Coritiba Crocodiles     -   Campeão da Divisão Sul

## Playoffs

### Wild Card da Conferência Norte
| 5 de Novembro | São Paulo Storm | 17 – 22 | Cuiabá Arsenal | Estádio Dutrinha , Cuiabá |
|               |                 |         |                |                           |

### Semifinais da Conferência Sul
| 5 de Novembro | São José Istepôs | 16 – 29 | Joinville Gladiators | Florianópolis, Santa Catarina |
|               |                  |         |                      |                               |

| 6 de Novembro | Coritiba Crocodiles | 20 – 14 | Curitiba Brown Spiders | Estádio do Imperial Futebol Clube, Curitiba |
|               |                     |         |                        |                                             |

### Final da Conferência Norte
| 20 de Novembro | Fluminense Imperadores | 24 – 21 | Cuiabá Arsenal | Campo do São Cristovão, Rio de Janeiro |
|                |                        |         |                |                                        |

### Final da Conferência Sul
| 20 de Novembro | Joinville Gladiators | 09 – 17 | Coritiba Crocodiles | Estádio do Imperial Futebol Clube, Curitiba |
|                |                      |         |                     |                                             |

### Campeões de Conferência
Cuiabá Arsenal -  Conferência Norte

 Coritiba Crocodiles -  Conferência Sul

## Brasil Bowl II
| 10 de Dezembro | Fluminense Imperadores | 14 – 07 | Coritiba Crocodiles | Estádio Couto Pereira , Coritiba |
|                |                        |         |                     |                                  |

## Premiação
| Brasil Bowl II                 |
| Rio de Janeiro                 |
| ------------------------------ |
| Fluminense Imperadores Campeão |